# 아르메니아 국립미술관
아르메니아 국립미술관(아르메니아어: Հայաստանի ազգային պատկերասրահ)은 아르메니아 예레반에 있는 국립미술관이다.